# Nimrus
Nimrus (oder Nimruz; Paschtu/Dari: نیمروز, DMG Nīmrūz) ist eine afghanische Provinz im Südwesten des Landes.
Die Provinz hat eine Fläche von 42.410 Quadratkilometern und eine Einwohnerzahl von 190.430 (Stand: 2022). Ihre Hauptstadt ist Sarandsch.
In der iranischen Mythologie ist das Gebiet von Nimrus weitgehend identisch mit Sistan.

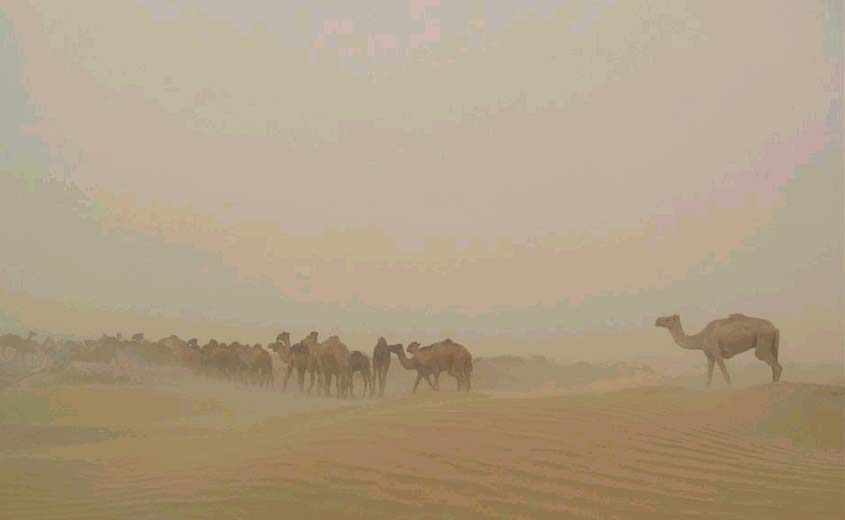
Kamelkarawane in der Provinz Nimrus

## Verwaltungsgliederung
Die Provinz Nimrus ist in folgende Distrikte gegliedert:
- Chahar Burjak
- Chakhansur
- Kang
- Khash Rod
- Sarandsch